# Ethypharm
Ethypharm ist ein französisches Unternehmen der Pharmaindustrie mit Hauptsitz in Saint-Cloud/Frankreich, das 1977 gegründet wurde. Das Spezialpharma-Unternehmen ist auf die Bereiche Schmerz- und Suchttherapie sowie Intensivmedizin fokussiert. 2020 erzielte es einen Umsatz von 357 Millionen Euro und beschäftigt rund 1.750 Mitarbeiter weltweit, hauptsächlich in Europa und China.

## Geschichte
Ethypharm wurde 1977 gegründet und eröffnete seine erste Fabrik in Houdan, Frankreich. Ethypharms Fokus lag auf der Entwicklung modifizierter Freisetzungsformulierungen für bereits existierende Medikamente. Seit den 1990er Jahren expandierte Ethypharm mit Tochtergesellschaften in Indien und China. 1995 investierte das Unternehmen in eine Produktionsfabrik in Shanghai/China. Bis in die 2000er Jahre vertrieb Ethypharm seine Produkte hauptsächlich über externe Partner.
2001 wurde das Unternehmen mit rund 600 Millionen Euro bewertet. Im weiteren Verlauf der 2000er Jahre wurden in vielen Ländern neue Vorschriften zur Förderung der Verwendung von Generika erlassen. Dies eröffnete neue Forschungsmöglichkeiten für die pharmazeutische Industrie. Ethypharm investierte deshalb bis 2010 in den Ausbau seiner Forschungsabteilung, vor allem in die Produktionsanlage in Grand Queville/Frankreich mit über 15 Millionen Euro und baute so seine Produktion in den Kernbereichen der Schmerz- und Suchtbehandlung aus.
2015 strukturierte Ethypharm seine Geschäftstätigkeiten um und begann mit dem Direktvertrieb seiner Produkte. Dazu startete Ethypharm die Akquise von ausländischen Unternehmen. Zunächst wurde das britische Unternehmen DB Ashbourne Ltd. übernommen und die Herstellung der unternehmenseigenen Kernprodukte nach China verlagert. 2016 eröffnete das Unternehmen eine Tochtergesellschaft in Deutschland und erwarb 2017 Martindale Pharma, ein im Vereinigten Königreich ansässiges Spezialpharmaunternehmen, das auf Opioidabhängigkeit, Intensivmedizin und injizierbare Arzneimittel spezialisiert ist. Im April 2021 wurde eine Tochtergesellschaft in Italien gegründet. Im weiteren Verlauf wurde das spanische Unternehmen Altan übernommen. Zusätzlich erwarb Ethypharm die Exklusivrechte an Deprexis, einer Gesundheitsapp, für den Markt in Großbritannien, Spanien, Italien und Frankreich.
2019 gründete Ethypharm die Ethypharm Digital Therapy, nachdem es die Exklusivrechte für zwei digitale Therapien von der deutschen GAIA AG erworben hatte, um diese in Frankreich, im Vereinigten Königreich, Italien und Spanien zu vertreiben. Seit 2021 ist Ethypharm zudem in den Markt für medizinisches Cannabis eingestiegen.

## Unternehmenstätigkeiten
Das Pharmaunternehmen konzentriert sich mit seinen Produktionsanlagen auf die Herstellung von Medikamenten für zwei therapeutische Bereiche: das Zentralnervensystem und die Intensivmedizin. Es entwickelt auch komplexe generische pharmazeutische Produkte für die Behandlung von Krebserkrankungen, ist aber auf die Entwicklung von Medikamenten auf der Basis von Morphinderivaten spezialisiert. Der Vertrieb der Produkte erfolgt sowohl über die eigenen Niederlassungen in den jeweiligen Ländern als auch über externe Partner. Ethypharm-Produkte werden zurzeit in 30 verschiedenen Ländern vertrieben.

### Produkte (Auswahl)
- Adrenalin zur Injektion/Infusion,
- Aprepilor mit dem Wirkstoff Aprepitant zur Anwendung in der Onkologie,
- Bowielone mit den Wirkstoffen Buprenorphin hydrochlorid und Naloxon hydrochlorid-2-Wasser zur Suchtbehandlung,
- Buprenorphin mit dem Wirkstoff Buprenorphin zur Suchtbehandlung,
- Cannabisextrakt zur Schmerzbehandlung,
- Capros akut zur Injektion/Infusion,
- Dexmedetomidin zur Injektion/Infusion,
- Dexketoprofen zur Injektion/Infusion,
- Diltiazem mit dem Wirkstoff Diltiazem zur Anwendung in der Kardiologie,
- Esomeprazol mit dem Wirkstoff Esomeprazol hemimagnesium-1-Wasser zur Anwendung in der Gastroenterologie,
- Epaclob mit dem Wirkstoff Clobazam zur Behandlung von Epilepsie,

- Everolimus mit dem Wirkstoff Everolimus zur Anwendung in der Onkologie,
- Fenofibrat mit dem Wirkstoff Fenofibrat zur Anwendung in der Kardiologie,
- Glycopyrronium zur Injektion/Infusion,
- Hydromorphon zur Injektion/Infusion,
- Lenalidomid mit dem Wirkstoff Lenalidomid hydrochlorid-1-Wasser zur Anwendung in der Onkologie,
- Midazolam zur Injektion/Infusion,

- Natriumoxybat mit dem Wirkstoff Natriumoxybat zur Behandlung von Narkolepsie,
- Oxycodon zur Injektion/Infusion.[2]

### Forschung und Entwicklung
Der Schwerpunkt der Forschung und Entwicklung des Unternehmens liegt im Bereich Zentralnervensystem auf den Indikationen Schmerz, Sucht und Epilepsie und in der Intensivmedizin auf Krankenhausinjektionsmitteln für die Notfall- und Intensivpflege. Dahingehend entwickelt Ethypharm Schmerzmittel. Die Forschungsabteilung setzt sich aus rund 80 Fachleuten in Frankreich, Großbritannien und China zusammen.
2015 standen in Deutschland zwei Studien zur Wirkung von Baclofen im medialen Diskurs, eine davon wurde von Ethypharm in Auftrag gegeben. Die beauftragten Forscher sollten herausfinden, ob Patienten mit dem Mittel abstinent bleiben, was durch die Studien belegt wurde. Auch Forscher der Berliner Charité haben den Wirkstoff Baclofen als Mittel gegen die Alkoholsucht getestet. Darin konnten die Wissenschaftler ebenso nachweisen, dass der Wirkstoff Suchtkranken helfen kann, während der Therapie abstinent zu bleiben, zudem nimmt diese Studie in Anspruch, dass Patienten mit Baclofen dauerhaft abstinent bleiben.

## Standorte
- Grand-Quevilly (Frankreich),
- Châteauneuf-en-Thymerais (Frankreich),
- Bernedo (Spanien),
- Casarrubios (Spanien),
- Romford (Vereinigtes Königreich),
- Shanghai (China).[28]

Daneben führt das Unternehmen zahlreiche Niederlassungen weltweit.

### Standort in Deutschland
Die Ethypharm GmbH wurde 2016 gegründet. Der Firmensitz der Niederlassung ist in Berlin-Schönefeld. 2020 waren 9 Mitarbeiter angestellt und ein Umsatz von rund 10,5 Millionen Euro erzielt. Im Juli 2022 übernahm Roland Krock die Geschäftsführung der deutschen Tochtergesellschaft. Seit Beginn 2022 hat diese damit begonnen, für Ethypharm hochdosiertes medizinisches Cannabis zu vertreiben.